# Teodulf z Orleanu
Teodulf z Orleanu, Theodulf, Theodulfus, Theodulfe (ur. ok. 760 w Hiszpanii, zm. 18 grudnia 821 w Angers) – biskup Orleanu, teolog, poeta i uczony doby karolińskiej.
Z pochodzenia Got, nauki pobierał w opactwie Saint-Benoît. Przed 794 został członkiem dworu królewskiego Karola Wielkiego, gdzie był, obok Alkuina, najbardziej wybitną i uczoną osobistością. W 798 Karol Wielki podarował mu biskupstwo Orleanu i kilka opactw. 
W swojej diecezji pracował z powodzeniem jako reformator zarówno duchowieństwa, jak i ludności, jak na to wskazują jego dwa kapitularze, z którego jeden ma czterdzieści sześć rozdziałów. Popierał szkolnictwo, znany był też jako mecenas i miłośnik sztuki. Autor hymnu Gloria, laus et honor, używanego w obrządku rzymskim w czasie procesji Niedzieli Palmowej; jeden z najwybitniejszych twórców hymnów okresu karolińskiego.
Swój urząd sprawował nadal po śmierci Karola Wielkiego, ale później, na skutek oskarżania o udział w spisku króla Bernarda z Włoch, został w 818 złożony z urzędu i zesłany do Angers, gdzie zmarł.
Próbował ujednolicić tekst Wulgaty.